# Java Message Service
Java Message Service (JMS) este un API ce are la bază conceptul de aplicații de intermediere bazate pe mesaje. JMS face parte din platforma Java 2 Enterprise Edition.